# Wood End (Stratford-on-Avon)
Wood End – wieś w Anglii, w hrabstwie Warwickshire, w dystrykcie Stratford-on-Avon. Leży 19 km na zachód od miasta Warwick i 150 km na północny zachód od Londynu.